# Hemeroplanes longistriga
Hemeroplanes longistriga (Rothschild & Jordan, 1903) è un lepidottero appartenente alla famiglia Sphingidae, diffuso in America Meridionale.

## Descrizione

### Adulto
È immediatamente distinguibile dagli altri membri del genere Hemeroplanes per la presenza della macchia biforcata color argento, lunga circa 10 mm, sul recto dell'ala anteriore in corrispondenza della cellula discale.

Per il resto, la colorazione di fondo della pagina superiore dell'ala anteriore è marroncina, simile a quella di H. ornatus, con geometrie tra il rosso scuro ed il grigiastro. Il termen è fortemente inciso, e si nota una fascia scura diagonale che corre dall'apice fino al terzo prossimale del margine posteriore, in corrispondenza della nervatura M3. La pagina inferiore è quasi completamente campita di un color nocciola pallido, che va via via stemperandosi in un rosso vivo a livello postmarginale. Il termen risulta irregolarmente beige. Sono visibili scaglie brunastre in prossimità del margine costale.

La pagina superiore dell'ala posteriore, più arrotondata, è rossiccia basalmente, mentre appare biancastra nella fascia submarginale posteriore; il termen è pure dentellato e con angolo anale ben definito. Ventralmente assume colorazioni assimilabili all'ala anteriore.

Il capo è provvisto di cresta mediana ed occhi sviluppati e seminascosti. A livello boccale si notano i pilifer con funzione uditiva.

Le antenne sono lunghe, sottili, non clavate e leggermente uncinate alle estremità, con lunghezza pari a circa la metà della costa.

Il torace è marrone, più scuro sui fianchi, ma più pallido ventralmente.

L'addome è brunastro e simile a H. ornatus, ma non sono qui visibili gli anelli gialli trasversali.

I sessi sono alquanto simili, ma nella femmina manca il ventaglio caudale.

Nel genitale maschile, l'arpa ricorda quella di H. triptolemus, ma più ricurva ed acuminata.

L'apertura alare è di circa 87–89 mm.

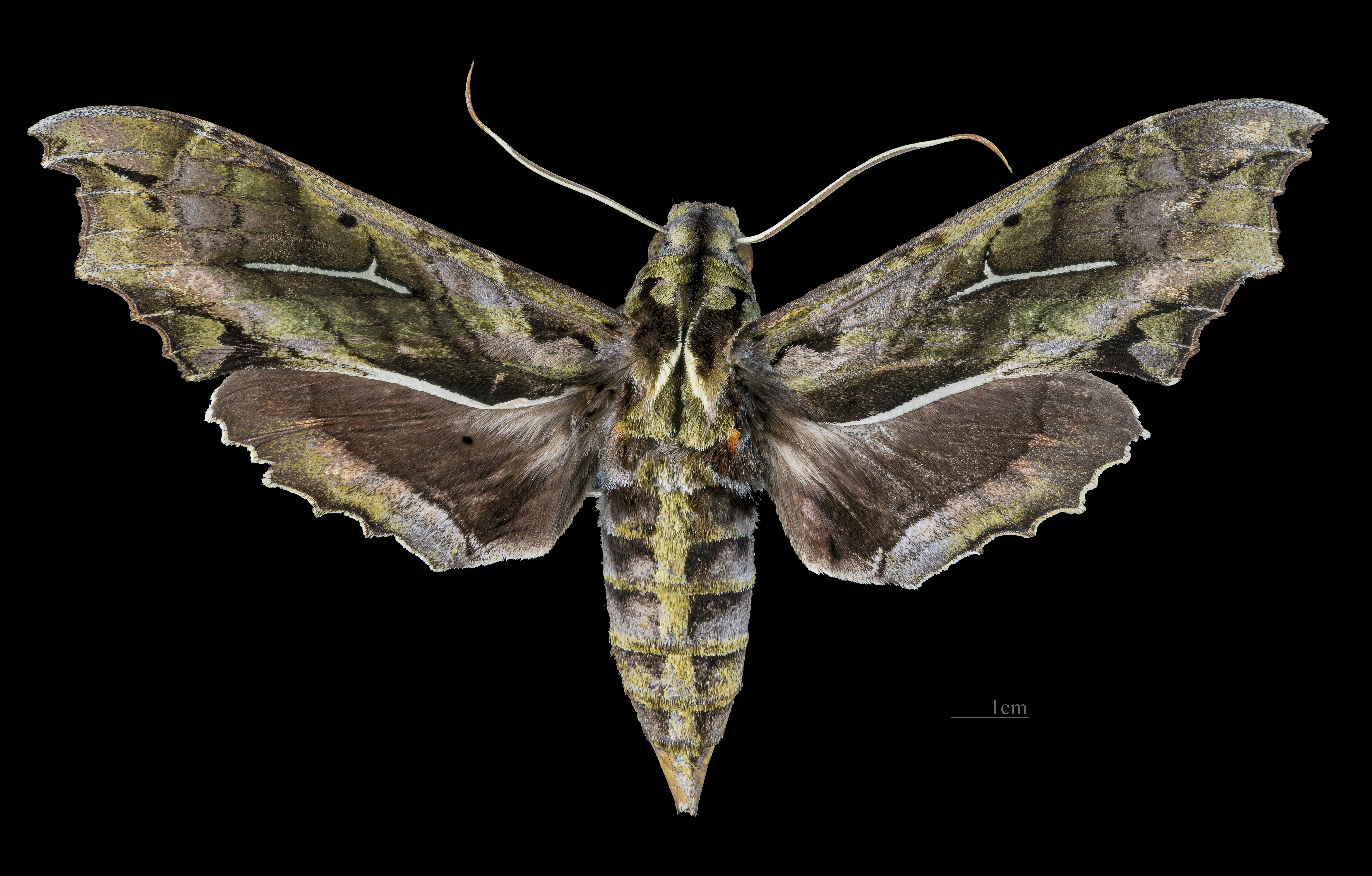
Diritto della femmina
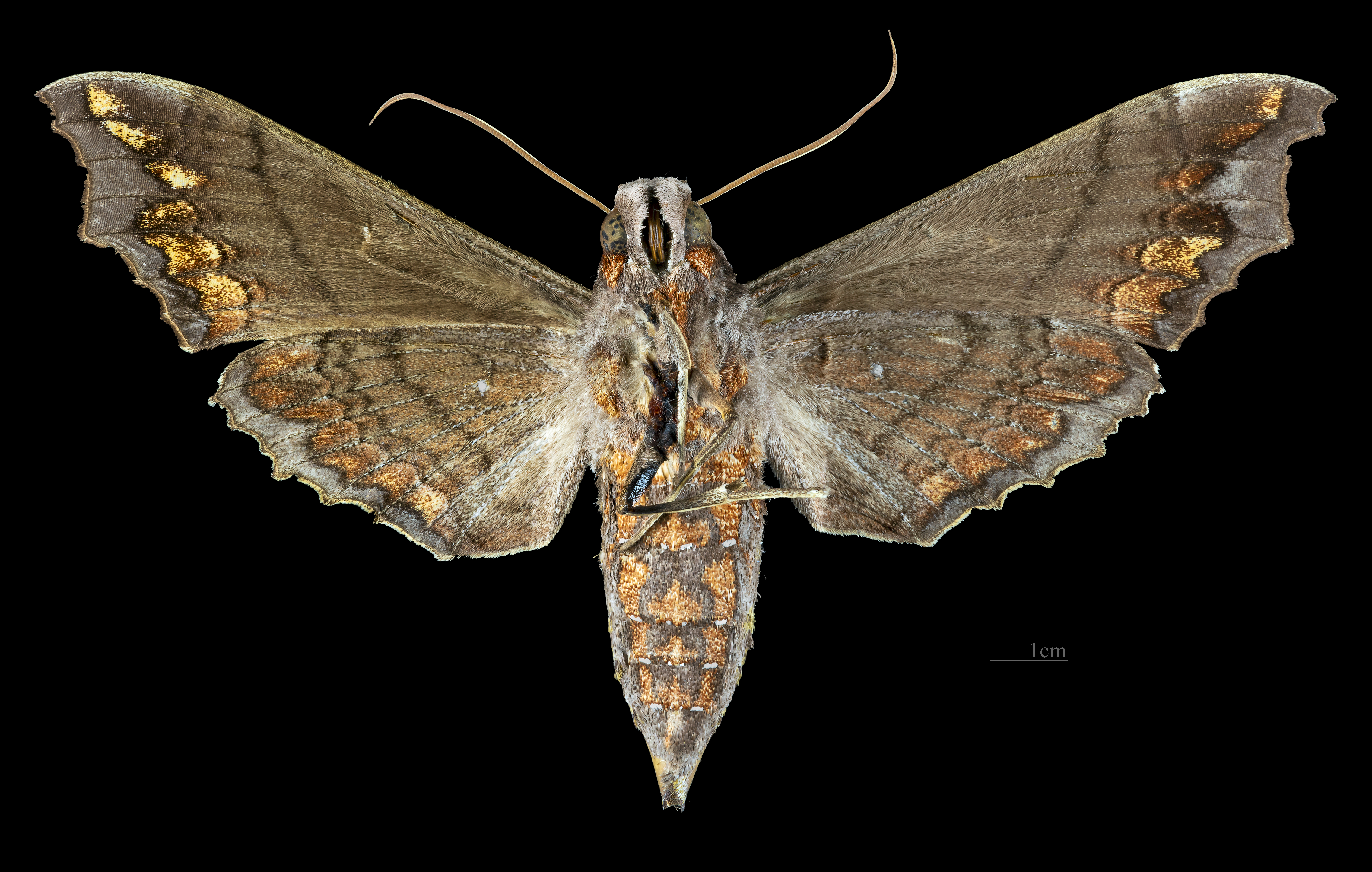
Rovescio della femmina

### Larva
Il bruco è verdastro, con il capo piccolo e schiacciato, ed i segmenti toracici allargati; l'addome appare invece più stretto e dorsalmente piatto; non è presente il cornetto caudale sull'ottavo urotergite. La forma della larva, unitamente alla colorazione aposematica, ricorda molto quella di alcuni ofidi viperidi appartenenti al genere Bothrops Wagler, 1824, presenti su areali sovrapponibili con quello di questo taxon; infatti se il bruco viene disturbato, ritrae il capo nei primi segmenti toracici, che si rigonfiano, e si solleva sulle ultime pseudozampe, così da sembrare una vipera in procinto di attaccare; in tal modo riesce spesso ad allontanare l'eventuale aggressore.

### Pupa
Le crisalidi appaiono nerastre, lucide e con un cremaster poco sviluppato; si rinvengono entro bozzoli sericei posti negli strati superficiali della lettiera del sottobosco. L'intera fase pupale dura circa tre settimane.

## Distribuzione e habitat

Localizzazione geografica del Brasile, locus typicus della specie

L'areale di questa specie è esclusivamente neotropicale, comprendendo il Brasile (locus typicus: Minas Gerais), l'Argentina (Iguazú) e forse l'Ecuador (il dato è controverso).
L'habitat è rappresentato da foreste tropicali e sub-tropicali, dal livello del mare fino a modeste altitudini.

## Biologia
Questo lepidottero mostra abitudini principalmente notturne. Durante l'accoppiamento, le femmine richiamano i maschi grazie ad un feromone rilasciato da una ghiandola posta all'estremità addominale.

### Periodo di volo
La specie è bivoltina, con una generazione tra gennaio e febbraio ed un'altra tra giugno e luglio.

### Alimentazione
I bruchi si accrescono sulle foglie di membri delle Apocynaceae Juss..

## Tassonomia

### Sottospecie
Non sono state descritte sottospecie.

### Sinonimi
È stato riportato un solo sinonimo:
- Leucorhampha longistriga Rothschild & Jordan, 1903 - Novit. zool. 9 (suppl.): 382 - locus typicus: Brasile (sinonimo omotipico, basionimo)[1]